# Абдур-Рахим, Шариф
Шариф Абдур-Рахим (англ. Shareef Abdur-Rahim; родился 11 декабря 1976 года в Мариетте, штат Джорджия) — американский баскетболист, выступавший в Национальной баскетбольной ассоциации. Играл на позиции тяжёлого форварда. В 2014 работал помощником генерального менеджера клуба НБА «Сакраменто Кингз», а также генеральным менеджером клуба Лиги развития НБА «Рино Бигхорнс».
Абдур-Рахим проявил себя в баскетболе ещё на школьном уровне, в 1995 году он был включён в символическую сборную лучших баскетболистов США среди школьников. Один сезон он провёл в Калифорнийском университете в Беркли, после чего пошёл в НБА. В 1996 году был выбран на драфте под третьим номером клубом «Ванкувер Гриззлис» и на пять сезонов стал его главной звездой. В 2001 году «Гриззлис» обменяли Абдур-Рахима в «Атланту Хокс», где он продолжал быть одним из лучших, позже выступал за «Портленд Трэйл Блэйзерс» и «Сакраменто Кингз». В составе сборной США побеждал на Олимпийских играх 2000 года в Сиднее. В 2002 году принял участие в своём единственном Матче всех звёзд НБА. Из-за постоянных травм правого колена 22 сентября 2008 года Абдур-Рахим был вынужден объявить о своём уходе из баскетбола.

## Ранняя жизнь
Шариф Абдур-Рахим был старшим из двенадцати детей Амины и Уилльяма Абдур-Рахимов. Абдур-Рахим, чьё первое имя означает «благородный», а второе — «слуга самого милостивого», является набожным мусульманином. Он ценит своих родителей за их руководящее влияние на него с детства и благодарит их за жизненную философию, которую они привили ему: «помни, как ты пришёл ко всем своим достижения и оставайся скромным». С раннего детства он был окружён членами своей семьи, которые играли в баскетбол. Его брат, Мухаммед, играл за сборную Детройтского университета, а младший брат, Амир, за команду Юго-восточного Луизианского университета. Сам Шариф начал играть в баскетбол ещё в старшей школе Джозефа Уилера (Мариетта, штат Джорджия), где он дважды удостаивался титула «Мистер Баскетбол», а в 1994 году помог команде завоевать чемпионский титул штата. В том же году он стал членом молодёжной национальной сборной США по баскетболу и принял участие в чемпионате Америки по баскетболу среди участников до 18 лет.
По окончании школы Абдур-Рахим поступил в Калифорнийский университет в Беркли, где его средний бал составлял 3,5. В университете он выступал за местную баскетбольную команду «Калифорния Голден Беарз», в составе которой в среднем за игру набирал 21 очко и делал 8,4 подбора. Шариф стал первым новичком в истории конференции Pac-10 ставшим по итогам сезона игроком года конференции и включённым в третью всеамериканскую сборную по версии Associated Press. Абдур-Рахим также установил рекорд среди новичков по общему количеству набранных очков, среднему количеству очков за игру, по забитым броскам и по штрафным броскам. Однако уже после года учёбы он решил покинуть университет и выставить свою кандидатуру на драфт НБА. Это решение он объявил 7 мая, объяснив его тем, что хотел бы помогать финансово своей семье. Но к концу месяца он объявил, что, посовещавшись с главным тренером Тодом Боузменом, решил остаться в университете и сконцентрироваться на студенческом баскетболе и получении образования. «Я хочу побыть ещё немного ребёнком», — сказал он в интервью. Ближе же к драфту, Абдур-Рахим вновь поменял своё решение и объявил, что будет участвовать в драфте.

## Карьера в НБА

### «Ванкувер Гриззлис»
Абдур-Рахим был выбран клубом «Ванкувер Гриззлис» на драфте НБА 1996 года под третьим номером, сразу после Аллена Айверсона и Маркуса Кэмби. Уже в дебютном сезоне он оказал большое влияние на игру команды, став самым результативным игроком «Гриззлис» и установив рекорд клуба по результативности — 18,7 очка в среднем за игру. Он также делал по 6,9 подбора и 2,2 передачи. В голосовании на лучшего новичка он занял третье место, уступив Айверсону из Филадельфии и Стефону Марбери (4-й номер драфта) из Миннесоты и был включён в первую сборную новичков. К концу своего дебютного сезона он становился лидером клуба по результативности в 33, а по подборам в 23 играх.
В последующих нескольких сезонах Абдур-Рахим оставался одним из главных игроков «Гриззлис». В своём втором сезоне в НБА он в среднем за игру набирал 22,3 очка, делал 7,1 подбора и 2,6 передачи, а в следующем сезоне улучшил свои показатели до 23 очков, 7,5 подбора и 3,4 передачи за игру. Несмотря на хорошую игру Абдур-Рахима «Гриззлис» оставались одними из аутсайдеров Среднезападного дивизиона. В 1999 году Шариф продлил контракт с клубом, согласно которому он получит 71 млн долларов в течение последующих шести лет. В сезоне 2000/01 Абдур-Рахим четвёртый сезон подряд набирал в среднем за игру более 20 очков и попал в двадцатку лучших в 13 статистических категориях НБА. Одним из наиболее успешных для него стал матч против «Индианы Пэйсерс», который прошёл 1 декабря 2000 года, когда он в четвёртой четверти набрал 20 очков.

### «Атланта Хокс»
27 июня 2001 года клуб «Атланта Хокс» заключил сделку с «Гриззлис» выменяв Абдур-Рахима и Джамала Тинсли (27-й выбор драфта 2001 года) на Бревина Найта, Лоренцена Райта и Пау Газоля (3-й выбор на драфте 2001 года). Этот обмен стал одним из этапов двухлетней перестройки «Хокс», а генеральный менеджер клуба из Атланты Пит Бэбкок объяснил его желанием заполучить талантливого игрока на следующие 5-6 лет уже в этом межсезонье, отметив большой потенциал роста у 24-летнего Абдур-Рахима. Шариф вернулся в свой родной город, где присоединился к одному из лучших игроков «Хокс» Джейсону Терри. Сезон 2001/02 Атланта завершила с результатом 33-49. Абдур-Рахим стал самым результативным игроком команды, а в одной из игр набрал 50 очков — самый высокий показатель в карьере. За свои успехи он был выбран для участия в матче всех звёзд НБА.
Второй сезон за «Хокс» ознаменовался ещё одним достижением Абдур-Рахима. 28 декабря 2002 года в игре против «Вашингтон Уизардс» он стал шестым самым молодым игроком в истории НБА, набравшим 10 000 очко в своей карьере. Несмотря на то, что Гленн Робинсон, Джейсон Терри и Абдур-Рахим на троих набирали в среднем за игру 57,9 очка, став самым результативным трио в сезоне 2002/03, «Хокс» опять не смогли попасть в плей-офф. Шариф в среднем за игру набирал 19,9 очка и делал 8,4 подбора, сыграв в 81 из 82 игр в сезоне. В конце сезона генеральный менеджер «Атланты Хокс» Билли Найт решил провести кардинальные изменения в команде, одним из которых стал обмен Абдур-Рахима.

### «Портленд Трэйл Блэйзерс»
9 февраля 2004 года Абдур-Рахим, Тео Рэтлифф и Дэн Дико были обменяны в «Портленд Трэйл Блэйзерс» на Рашида Уоллеса и Уэсли Персона. Одной из причин обмена стало желание руководства «Блэйзерс» избавиться от проблемных игроков и приобрести трёх молодых баскетболистов с хорошей репутацией. С переходом в новую команду результативность Шарифа значительно снизилась и он в первых двух сезонах среднем за игру набирал по 16,3 и 16,8 очка за игру. В конце сезона 2004/05 Абдур-Рахим стал свободным агентом.
В межсезонье 2005 года он заключил контракт с клубом «Нью-Джерси Нетс». Однако в ходе медицинского обследования у него была обнаружена трещина в кости ноги, в результате чего соглашение было приостановлено до получения результатов второго медицинского обследования. 7 августа Абдур-Рахим заявил: «Я не думаю, что я хочу играть за „Нетс“». По его словам его нога не была повреждена и он никогда не пропускал игры в связи с травмами ноги. Через два дня руководство «Нетс» объявило об аннулировании контракта.

### «Сакраменто Кингз»
12 августа 2005 года Абдур-Рахим в качестве свободного агента подписал контракт с «Сакраменто Кингз». В первом сезоне он вышел в стартовом составе в 30 из 72 игр. В среднем за игру он набирал 16 очков и делал 6,2 подбора и 3 передачи. В этом сезоне «Кингз» сумели выйти в плей-офф и Абдур-Рахим впервые в своей карьере дебютировал в играх плей-офф. Таким образом, он прервал рекордную для НБА серию игр для игрока без участия в играх плей-офф. В своём втором сезоне в «Кингз», Абдур-Рахим окончательно утвердился в качестве шестого игрока команды. Его клуб не смог повторить прошлогодний успех и не попал в игры плей-офф, а Абдур-Рахим набирал в среднем за игру всего 9,9 очка. Сезон 2007/08 стал последним в карьере Абдур-Рахима. Он вышел на площадку всего в 6 играх сезона и 22 сентября 2008 года, из-за травмы колена, был вынужден объявить о завершении своей карьеры. Уже на следующей неделе он был включён в тренерский штаб «Кингз» в качестве ассистента тренера. 7 октября 2010 года Абдур-Рахим стал ассистентом генерального менеджера «Сакраменто Кингз». 29 августа 2013 года было объявлено, что Абдур-Рахим станет генеральным менеджером фарм-клуба «Кингз» в Лиги развития НБА «Рино Бигхорнс» на сезон 2013/14 годов.

## Выступления за национальную сборную
До прихода в НБА, Абдур-Рахим в составе сборной США принял участие в отборочном турнире 1994 года на молодёжный чемпионат, проходившем в Санта-Роса, Аргентина. На турнире он в среднем за игру делал дабл-дабл: 16,8 очка и 10,1 подбора, став самым результативным игроком команды. Он также делал 1,6 блок-шота за игру и помог сборной одержать 8 побед, завоевать золотые медали и квалифицироваться на молодёжный чемпионат мира по баскетболу. В мае 2005 года его включили в состав молодёжной сборной США для участия в ежегодном турнире Hoop Summit, где его команда обыграла сборную мира со счётом 86:77.
В 2000 году он был выбран для участия в летних Олимпийских играх в Сиднее, заменив травмированного Гранта Хилла. Для баскетболиста этот выбор оказался неожиданным, так как наиболее вероятными претендентами на это место были Коби Брайант и Эдди Джонс. Но комитет решил выбрать более высокого игрока. Его команда не проиграла ни одного матча, завершив Олимпийские игры с результатом 8-0, и выиграла золотые медали. На олимпиаде Абдур-Рахим в среднем за игру набирал по 6,4 очка и делал 3,3 подбора, а точность его бросков с игры составила 54,8 %.

## Характеристика игрока
Шариф Абдур-Рахим играл на позициях как тяжёлого, так и лёгкого форварда, хорошо играя как в нападении, так и в защите. Причём в атаке он мог поразить кольцо с любой дистанции: попасть из-за трёхочковой линии или из-под кольца забить сверху через соперника. Уже с первых сезонов в НБА он продемонстрировал свою универсальность, став через четыре сезона в «Гриззлис» лидером клуба по набранным очкам, подборам, блок-шотам, перехватам, броскам с игры и со штрафной линии и по сыгранным минутам. А в сезоне 1999/2000 он стал одним из семи игроков ассоциации, делавших дабл-дабл в среднем за игру. По мнению некоторых спортивных журналистов Абдур-Рахим даже мог бы претендовать на награду новичка года, если бы провёл в университете все четыре года, а не один. Большую часть карьеры он показывал себя как надёжного игрока, пропустив за первые пять сезонов в НБА всего 3 игры.

## Личная жизнь
У Шарифа Абдур-Рахима и его жены Делисии двое детей: мальчик Джабрил и девочка Самия. Он основал фонд Future Foundation, который помогает проблемным детям в Атланте. Он также появлялся в шоу The Jamie Foxx Show вместе с двумя другими игроками НБА Гэри Пэйтоном и Вином Бейкером.
Несмотря на то, что Абдур-Рахим покинул Калифорнийский университет уже после года обучения, он продолжил своё образования, учась во время летнего межсезонья и в перерывах между играми. Закончив игровую карьеру, он закончил обучение в университете со средним балом 3,8 и 14 мая 2012 года получил степень бакалавра в области социологии.

## Статистика выступлений

### Статистика в колледже
Выступления за студенческую команду
| 1995/96 | Калифорния Голден Беарз | 28 | 34,7 | 21,1 | 0,518 | 0,381 | 0,683 | 8,4 | 1,0 | 2,1 | 1,3 | 1,9 | 3,1 |
| Наведите курсор мыши на аббревиатуры в заголовке таблицы, чтобы прочесть их расшифровку. Данные на 30 мая 2013. |                         |    |      |      |       |       |       |     |     |     |     |     |     |

### Статистика в НБА
| Сезон                                                                                    | Команда    | Регулярный сезон | Регулярный сезон | Регулярный сезон | Регулярный сезон | Регулярный сезон | Регулярный сезон | Регулярный сезон | Регулярный сезон | Регулярный сезон | Регулярный сезон | Регулярный сезон | Серия плей-офф | Серия плей-офф | Серия плей-офф | Серия плей-офф | Серия плей-офф | Серия плей-офф | Серия плей-офф | Серия плей-офф | Серия плей-офф | Серия плей-офф | Серия плей-офф |
| Сезон                                                                                    | Команда    | GP               | GS               | MPG              | FG%              | 3P%              | FT%              | RPG              | APG              | SPG              | BPG              | PPG              | GP             | GS             | MPG            | FG%            | 3P%            | FT%            | RPG            | APG            | SPG            | BPG            | PPG            |
| ---------------------------------------------------------------------------------------- | ---------- | ---------------- | ---------------- | ---------------- | ---------------- | ---------------- | ---------------- | ---------------- | ---------------- | ---------------- | ---------------- | ---------------- | -------------- | -------------- | -------------- | -------------- | -------------- | -------------- | -------------- | -------------- | -------------- | -------------- | -------------- |
| 1996/97                                                                                  | Ванкувер   | 80               | 71               | 35,0             | 45,3             | 25,9             | 74,6             | 6,9              | 2,2              | 1,0              | 1,0              | 18,7             | Не участвовал  | Не участвовал  | Не участвовал  | Не участвовал  | Не участвовал  | Не участвовал  | Не участвовал  | Не участвовал  | Не участвовал  | Не участвовал  | Не участвовал  |
| 1997/98                                                                                  | Ванкувер   | 82               | 82               | 36,0             | 48,5             | 41,2             | 78,4             | 7,1              | 2,6              | 1,1              | 0,9              | 22,3             | Не участвовал  | Не участвовал  | Не участвовал  | Не участвовал  | Не участвовал  | Не участвовал  | Не участвовал  | Не участвовал  | Не участвовал  | Не участвовал  | Не участвовал  |
| 1998/99                                                                                  | Ванкувер   | 50               | 50               | 40,4             | 43,2             | 30,6             | 84,1             | 7,5              | 3,4              | 1,4              | 1,1              | 23,0             | Не участвовал  | Не участвовал  | Не участвовал  | Не участвовал  | Не участвовал  | Не участвовал  | Не участвовал  | Не участвовал  | Не участвовал  | Не участвовал  | Не участвовал  |
| 1999/00                                                                                  | Ванкувер   | 82               | 82               | 39,3             | 46,5             | 30,2             | 80,9             | 10,1             | 3,3              | 1,1              | 1,1              | 20,3             | Не участвовал  | Не участвовал  | Не участвовал  | Не участвовал  | Не участвовал  | Не участвовал  | Не участвовал  | Не участвовал  | Не участвовал  | Не участвовал  | Не участвовал  |
| 2000/01                                                                                  | Ванкувер   | 81               | 81               | 40,0             | 47,2             | 18,8             | 83,4             | 9,1              | 3,1              | 1,1              | 1,0              | 20,5             | Не участвовал  | Не участвовал  | Не участвовал  | Не участвовал  | Не участвовал  | Не участвовал  | Не участвовал  | Не участвовал  | Не участвовал  | Не участвовал  | Не участвовал  |
| 2001/02                                                                                  | Атланта    | 77               | 77               | 38,7             | 46,1             | 30,0             | 80,1             | 9,0              | 3,1              | 1,3              | 1,1              | 21,2             | Не участвовал  | Не участвовал  | Не участвовал  | Не участвовал  | Не участвовал  | Не участвовал  | Не участвовал  | Не участвовал  | Не участвовал  | Не участвовал  | Не участвовал  |
| 2002/03                                                                                  | Атланта    | 81               | 81               | 38,1             | 47,8             | 35,0             | 84,1             | 8,4              | 3,0              | 1,1              | 0,5              | 19,9             | Не участвовал  | Не участвовал  | Не участвовал  | Не участвовал  | Не участвовал  | Не участвовал  | Не участвовал  | Не участвовал  | Не участвовал  | Не участвовал  | Не участвовал  |
| 2003/04                                                                                  | Атланта    | 53               | 53               | 36,9             | 48,5             | 21,7             | 88,0             | 9,3              | 2,4              | 0,8              | 0,4              | 20,1             | Не участвовал  | Не участвовал  | Не участвовал  | Не участвовал  | Не участвовал  | Не участвовал  | Не участвовал  | Не участвовал  | Не участвовал  | Не участвовал  | Не участвовал  |
| 2003/04                                                                                  | Портленд   | 32               | 3                | 22,8             | 44,7             | 36,4             | 83,2             | 4,5              | 1,5              | 0,8              | 0,6              | 10,0             | Не участвовал  | Не участвовал  | Не участвовал  | Не участвовал  | Не участвовал  | Не участвовал  | Не участвовал  | Не участвовал  | Не участвовал  | Не участвовал  | Не участвовал  |
| 2004/05                                                                                  | Портленд   | 54               | 49               | 34,6             | 50,3             | 38,5             | 86,6             | 7,3              | 2,1              | 0,9              | 0,5              | 16,8             | Не участвовал  | Не участвовал  | Не участвовал  | Не участвовал  | Не участвовал  | Не участвовал  | Не участвовал  | Не участвовал  | Не участвовал  | Не участвовал  | Не участвовал  |
| 2005/06                                                                                  | Сакраменто | 72               | 30               | 27,2             | 52,5             | 22,7             | 78,4             | 5,0              | 2,1              | 0,7              | 0,6              | 12,3             | 6              | 0              | 21,5           | 53,5           | 0,0            | 60,0           | 4,8            | 1,2            | 0,3            | 0,0            | 9,2            |
| 2006/07                                                                                  | Сакраменто | 80               | 45               | 25,2             | 47,4             | 15,0             | 72,6             | 5,0              | 1,4              | 0,7              | 0,5              | 9,9              | Не участвовал  | Не участвовал  | Не участвовал  | Не участвовал  | Не участвовал  | Не участвовал  | Не участвовал  | Не участвовал  | Не участвовал  | Не участвовал  | Не участвовал  |
| 2007/08                                                                                  | Сакраменто | 6                | 0                | 8,4              | 21,4             | -                | 100,0            | 1,7              | 0,7              | 0,2              | 0,0              | 1,7              | Не участвовал  | Не участвовал  | Не участвовал  | Не участвовал  | Не участвовал  | Не участвовал  | Не участвовал  | Не участвовал  | Не участвовал  | Не участвовал  | Не участвовал  |
|                                                                                          | Всего      | 830              | 704              | 34,8             | 47,2             | 29,7             | 81,0             | 7,5              | 2,5              | 1,0              | 0,8              | 18,1             | 6              | 0              | 21,5           | 53,5           | 0,0            | 60,0           | 4,8            | 1,2            | 0,3            | 0,0            | 9,2            |
| Наведите курсор мыши на аббревиатуры в заголовке таблицы, чтобы прочесть их расшифровку. |            |                  |                  |                  |                  |                  |                  |                  |                  |                  |                  |                  |                |                |                |                |                |                |                |                |                |                |                |